# إنرون: أذكى الرجال في الغرفة
إنرون: أذكى الرجال في الغرفة هو فيلم وثائقي أمريكي تم إنتاجه في 2005، مقتبس من كتاب يحمل نفس الاسم وهو ضمن الكتب الأكثر مبيعًا في 2003، الفيلم من كتابة صحفيي مجلة فورشن: بثني ماكلين وبيتر إلكيند، ومن إخراج أليكس غيبني، يتحدث عن واحدة من أكبر الفضائح الاقتصادية وهي كارثة إفلاس شركة إنرون الذي يُعتبر الإفلاس الأكبر في تاريخ الولايات المتحدة.
يتناول الفيلم انهيار شركة إنرون، مما أدى إلى المحاكمات الجنائية لعدة من كبار المسؤولين التنفيذيين في الشركة في القضية التي عُرفت بـ "فضيحة إنرون"، والتي أظهرت تدخل  الشركة في أزمة الكهرباء في كاليفورنيا. يتناول  الفيلم مقابلات مع التنفيذيين والموظفين السابقين في الشركة  والمحللين والصحفيين، وكذلك الحاكم السابق لولاية كاليفورنيا غراي ديفيس.
حاز الفيلم على جائزة إنديبيدنت اسبيرت لأفضل فيلم وثائقي، ورُشح لجائزة أفضل فيلم وثائقي في حفل توزيع جوائز الأوسكار الثامن والسبعون في عام 2006.

## وصلات خارجية
- إنرون: أذكى الرجال في الغرفة على موقع IMDb (الإنجليزية)
- إنرون: أذكى الرجال في الغرفة على موقع ميتاكريتيك (الإنجليزية)
- إنرون: أذكى الرجال في الغرفة على موقع روتن توميتوز (الإنجليزية)
- إنرون: أذكى الرجال في الغرفة على موقع نتفليكس (الإنجليزية)
- إنرون: أذكى الرجال في الغرفة على موقع ألو سيني (الفرنسية)
- إنرون: أذكى الرجال في الغرفة على موقع Turner Classic Movies (الإنجليزية)
- إنرون: أذكى الرجال في الغرفة على موقع أول موفي (الإنجليزية)
- إنرون: أذكى الرجال في الغرفة على موقع بوكس أوفيس موجو (الإنجليزية)
- إنرون: أذكى الرجال في الغرفة على موقع فيلمافينيتي (الإسبانية)
- إنرون: أذكى الرجال في الغرفة على موقع قاعدة بيانات الفيلم (الإنجليزية)